# Дисквалификация (право)
Дисквалификация — вид административного наказания.
Дисквалификация заключается в лишении физического лица права занимать руководящие должности в исполнительном органе управления юридического лица, входить в совет директоров (наблюдательный совет), осуществлять предпринимательскую деятельность по управлению юридическим лицом, а также управление юридическим лицом в иных случаях, предусмотренных законодательством Российской Федерации. Дисквалификация может быть применена к лицам, выполняющим организационно-распорядительные или административно-хозяйственные функции в органе юридического лица, к членам совета директоров, а также к лицам, осуществляющим предпринимательскую деятельность без образования юридического лица, в том числе к арбитражным управляющим.